# Banda (filatelia)

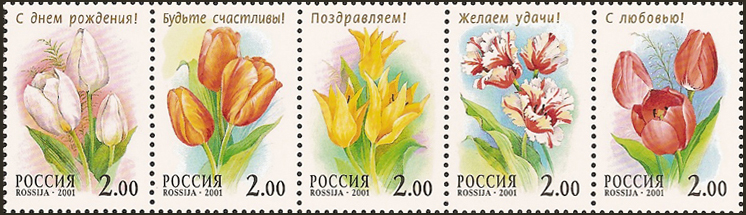
Banda horizontal (serie) de cinco estampillas de vacaciones con ilustraciones de diferentes especies de tulipanes (Rusia, 2001).

Banda en filatelia, de preferencia los sellos diferentes, que están unidos horizontalmente, forman una imagen de mayor tamaño. Sin embargo también puede constituir una serie (por ejemplo: tulipanes en cinco estampillas de Rusia, 2001).

## Descripción
Las bandas son tiras de más de tres sellos, ya que dos constituyen pareja, y tres trípticos. Sellos de una sola hoja conectados en varias filas se les llama un bloque (del inglés: block). Una serie de cuatro será una banda tetraple, y de 11 banda undecapla. Una serie a veces puede componer una banda.

## Galería de bandas horizontales

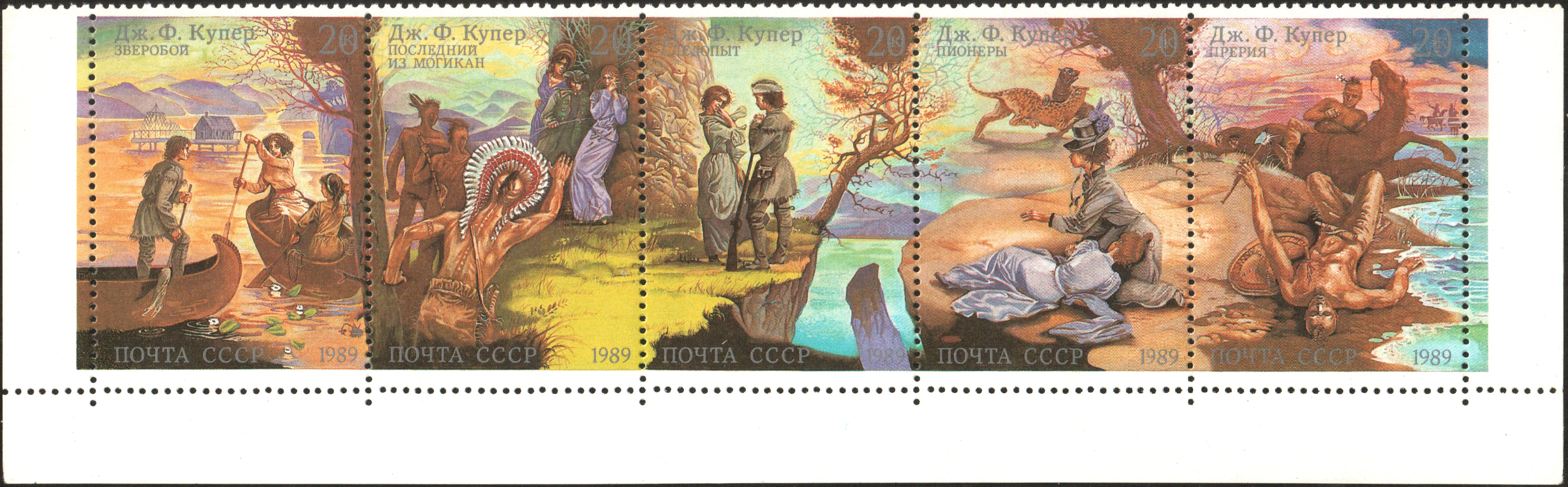
Leatherstocking Tales de James Fenimore Cooper. URSS, 1989
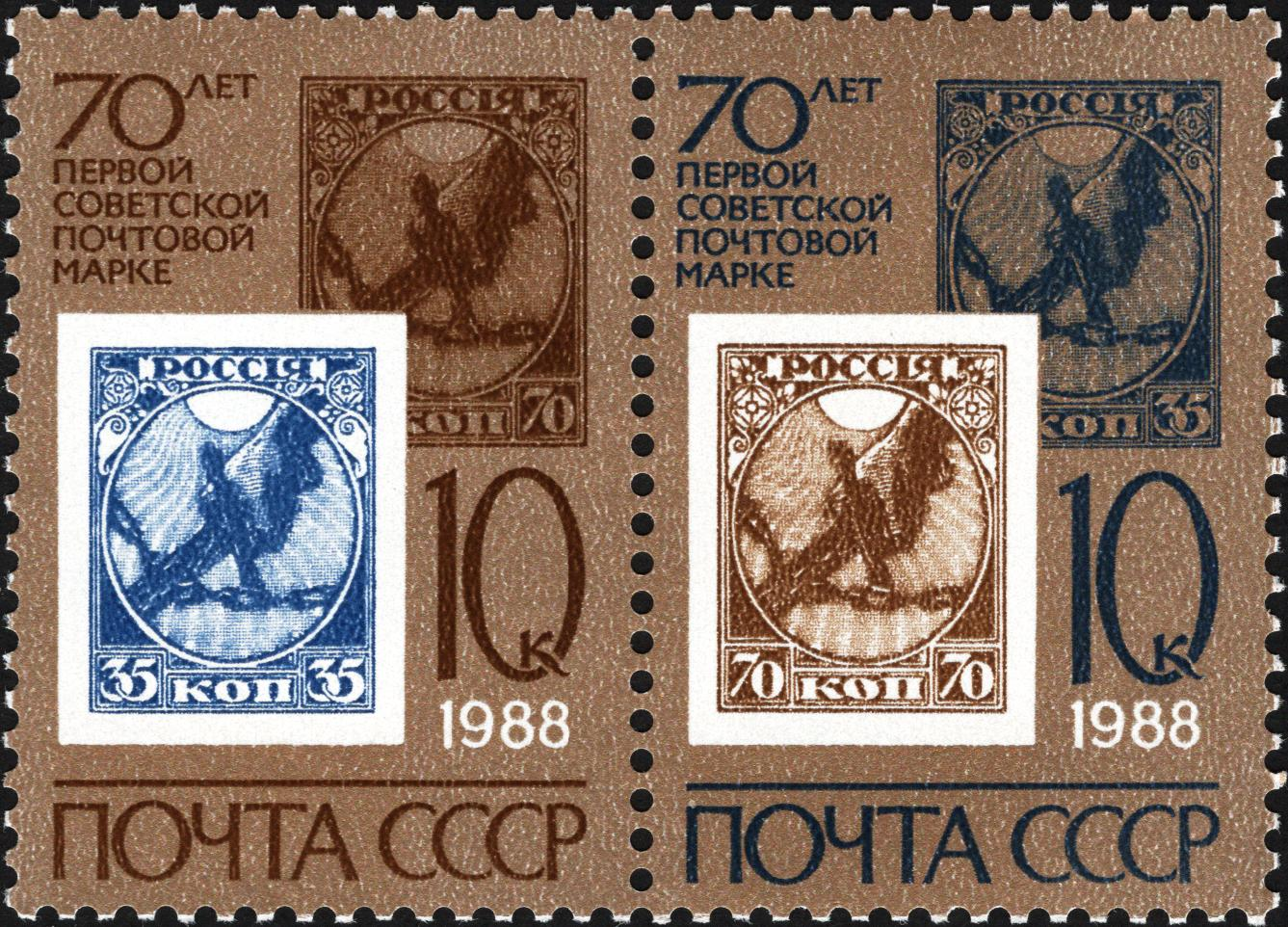
Conmemorativo “La mano con la espada, que corta cadenas” (pareja[1]). URSS, 1988
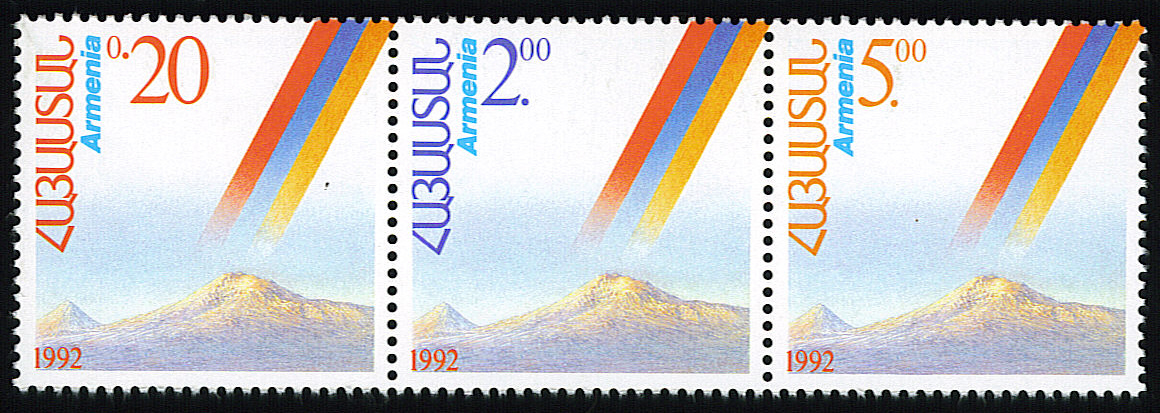
Tríptico[2] armenio de 1992